# Zincovelesita-6N6S
La zincovelesita-6N6S és un mineral de la classe dels òxids que pertany al supergrup de la högbomita.

## Característiques
La zincovelesita-6N6S és un òxid de fórmula química Zn₃(Fe3+,Mn3+,Al,Ti)₈O15(OH). Va ser aprovada com a espècie vàlida per l'Associació Mineralògica Internacional l'any 2017, sent publicada per primera vegada el 2018. Cristal·litza en el sistema trigonal. La seva duresa a l'escala de Mohs és 6,5.
Les mostres que vna servir per a determinar l'espècie, el que es coneix com a material tipus, es troben conservades a les col·leccions del Museu Mineralògic Fersman, de l'Acadèmia de Ciències de Rússia, a Moscú (Rússia), amb el número de registre 4787/1, i al Museu d'Història Natural Macedoni.

## Formació i jaciments
Va ser descoberta a Nejílovo, al municipi de Veles, (Macedònia del Nord), l'únic indret de tot el planeta on ha estat descrita aquesta espècie mineral, on sol trobar-se associada a altres minerals: zircó, zincocromita, talc, scheelita, quars, hetaerolita, gahnita, franklinita, fluorapatita, ferricoronadita, dolomita, barita i almeidaïta.